# Паралімпійський чемпіонат світу з плавання 2019
Паралімпійський чемпіонат світу з плавання 2019 — чемпіонат світу з плавання серед спортсменів-паралімпійців, що пройшоходив з 9 по 15 вересня 2019 року в Лондоні (Велика Британія). У змаганнях взяло участь 637 спортсменів з 73 країн. Україну представляло 43 спортсмени, які вибороли 55 медалей (17 золотих, 22 срібних та 16 бронзових). Це дозволило посісти четверте загальнокомандне місце, а за кількістю нагород — перше.

## Країни-учасниці
Дані на серпень 2019 року.
| - Аргентина (10) - Австралія (34) - Австрія (4) - Азербайджан (3) - Білорусь (12) - Бельгія (1) - Бразилія (26) - Канада (18) - Чилі (3) - КНР (41) - Китайський Тайбей (1) - Колумбія (6) - Хорватія (5) - Кіпр (1) - Чехія (8) - Данія (3) - Домініканська Республіка (1) - Єгипет (8) - Сальвадор (1) - Естонія (4) - Фінляндія (5) - Франція (10) - Грузія (1) - Німеччина (15) - Велика Британія (24) Країна-господар | - Греція (14) - Гондурас (1) - Гонконг (8) - Угорщина (8) - Ісландія (6) - Індія (1) - Індонезія (4) - Іран (3) - Ірландія (8) - Ізраїль (9) - Італія (22) - Японія (14) - Казахстан (11) - Кенія (2) - Лаос (1) - Латвія (1) - Литва (2) - Малайзія (5) - Мальта (2) - Маврикій (1) - Мексика (17) - Чорногорія (1) - М'янма (1) - Намібія (1) - Непал (2) | - Нідерланди (11) - Нова Зеландія (7) - Нігерія (1) - Норвегія (4) - Панама (1) - Перу (2) - Філіппіни (2) - Польща (10) - Португалія (9) - Росія (52) - Сербія (1) - Сінгапур (5) - Словаччина (1) - Словенія (1) - ПАР (7) - Південна Корея (4) - Іспанія (37) - Швеція (6) - Швейцарія (3) - Таїланд (5) - Туреччина (8) - Уганда (1) - Україна (43) - США (17) - Узбекистан (7) |

## Таблиця медалей
Підсумковий медальний залік.
  *   Країна-господарка ( Велика Британія)
| Місце                | Країна                 | Золото | Срібло | Бронза | Загалом |
| -------------------- | ---------------------- | ------ | ------ | ------ | ------- |
| 1                    | Італія (ITA)           | 20     | 18     | 12     | 50      |
| 2                    | Велика Британія (GBR)* | 19     | 14     | 14     | 47      |
| 3                    | Росія (RUS)            | 18     | 15     | 21     | 54      |
| 4                    | Україна (UKR)          | 17     | 22     | 16     | 55      |
| 5                    | США (USA)              | 14     | 16     | 5      | 35      |
| 6                    | КНР (CHN)              | 13     | 11     | 17     | 41      |
| 7                    | Нідерланди (NED)       | 8      | 8      | 5      | 21      |
| 8                    | Білорусь (BLR)         | 7      | 1      | 2      | 10      |
| 9                    | Колумбія (COL)         | 6      | 1      | 3      | 10      |
| 10                   | Нова Зеландія (NZL)    | 6      | 1      | 0      | 7       |
| 11                   | Бразилія (BRA)         | 5      | 6      | 6      | 17      |
| 12                   | Мексика (MEX)          | 5      | 1      | 1      | 7       |
| 13                   | Японія (JPN)           | 3      | 7      | 4      | 14      |
| 14                   | Іспанія (ESP)          | 3      | 5      | 6      | 14      |
| 15                   | Німеччина (GER)        | 3      | 2      | 1      | 6       |
| 16                   | Греція (GRE)           | 3      | 1      | 1      | 5       |
| 17                   | Австралія (AUS)        | 2      | 7      | 14     | 23      |
| 18                   | Канада (CAN)           | 2      | 7      | 5      | 14      |
| 19                   | Сінгапур (SGP)         | 2      | 0      | 0      | 2       |
| 20                   | Узбекистан (UZB)       | 1      | 4      | 3      | 8       |
| 21                   | Ізраїль (ISR)          | 1      | 2      | 1      | 4       |
| 22                   | Угорщина (HUN)         | 1      | 1      | 2      | 4       |
| 23                   | Польща (POL)           | 1      | 1      | 1      | 3       |
| 24                   | Хорватія (CRO)         | 1      | 0      | 0      | 1       |
| 25                   | Франція (FRA)          | 0      | 3      | 6      | 9       |
| 26                   | Азербайджан (AZE)      | 0      | 1      | 3      | 4       |
| 27                   | Туреччина (TUR)        | 0      | 1      | 1      | 2       |
| 27                   | Чилі (CHI)             | 0      | 1      | 1      | 2       |
| 29                   | Португалія (POR)       | 0      | 1      | 0      | 1       |
| 29                   | Чехія (CZE)            | 0      | 1      | 0      | 1       |
| 31                   | Аргентина (ARG)        | 0      | 0      | 4      | 4       |
| 32                   | Ірландія (IRL)         | 0      | 0      | 2      | 2       |
| 32                   | Швейцарія (SUI)        | 0      | 0      | 2      | 2       |
| 34                   | Ісландія (ISL)         | 0      | 0      | 1      | 1       |
| 34                   | Гонконг (HKG)          | 0      | 0      | 1      | 1       |
| 34                   | Малайзія (MAS)         | 0      | 0      | 1      | 1       |
| 34                   | Південна Корея (KOR)   | 0      | 0      | 1      | 1       |
| Загалом (37 збірних) | Загалом (37 збірних)   | 161    | 159    | 163    | 483     |